# Caserus convexus
Caserus convexus is een keversoort uit de familie boomzwamkevers (Mycetophagidae). De wetenschappelijke naam van de soort werd in 1969 gepubliceerd door Dajoz.